# 唐晓青
唐晓青（1953年2月—），女，汉族，籍贯山东沂源，生于黑龙江哈尔滨，中华人民共和国政治人物，曾任北京市政协副主席、北京航空航天大学副校长，第十一届全国政协委员。

## 生平
2008年，当选第十一届全国政协委员，代表中华全国妇女联合会，分入第二十组。